# شنتشو 8

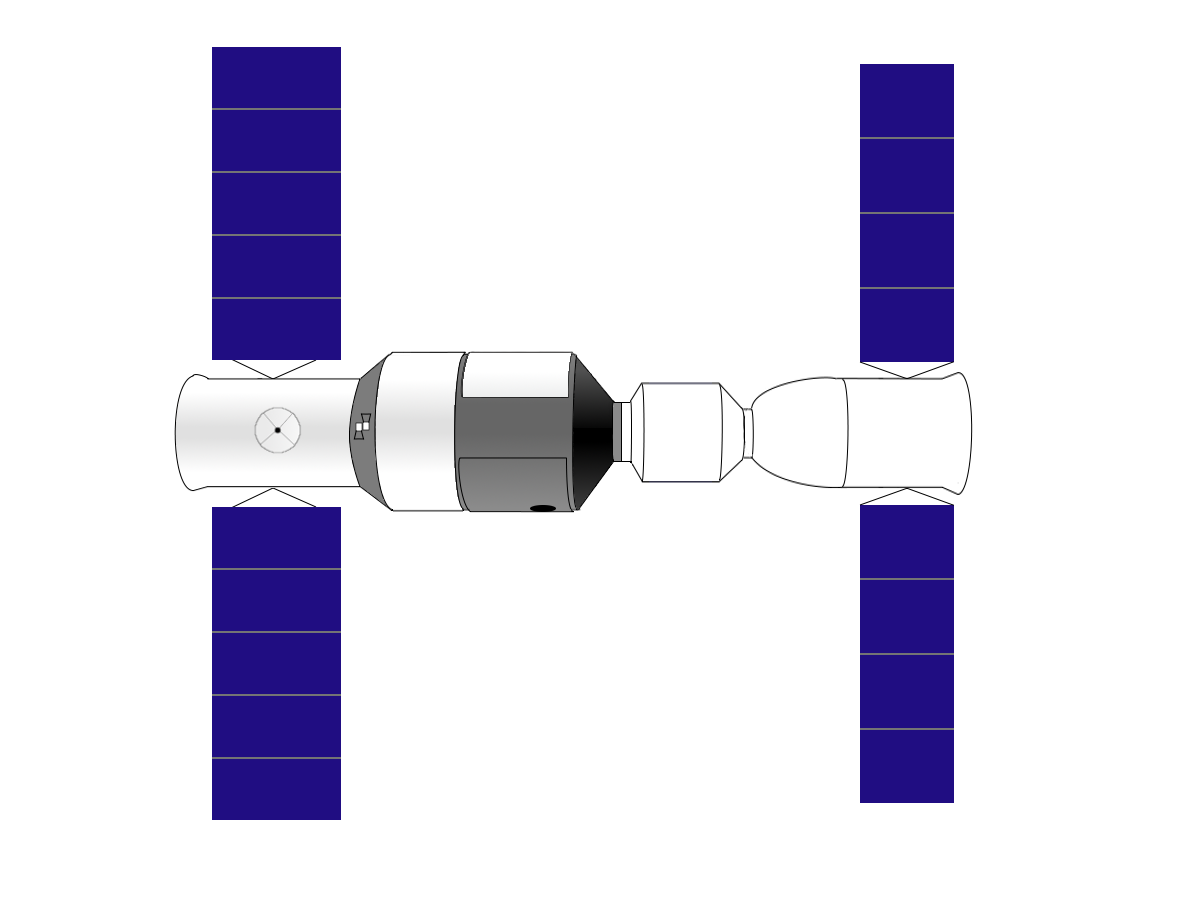

شنتشو 8 (الصينية: 神舟 八号) هي إحدى رحلات برنامج شنتشو الفضائي الصيني أطلق في 31 تشرين أول، أو1 نوفمبر 2011 بالتوقيت العالمي في الصين انطلق من مركز جيوتشيوان الفضائي من قبل وكالة الفضاء الصينية وتم بث لقطات بثها التلفزيون الصيني على الهواء مباشرة انطلاق صاروخ قبل الفجر من مركز جيوتشيوان وستلتحم المركبة بالسفينة الفضائية التجريبية غير المأهولة تيانغونغ 1 التي أطلقت في 29 سبتمبر ايلول في اطار استعدادات الصين الاستكشافية لإقامة مختبر فضائي.